# Christiane Endler
Claudia Christiane Endler Mutinelli, nota semplicemente come Christiane Endler (Santiago del Cile, 23 luglio 1991), è una calciatrice cilena, portiere dell'Olympique Lione e della nazionale cilena.

## Carriera

### I primi anni
Christiane Endler, nata a Santiago del Cile da padre tedesco e madre cilena, si appassiona allo sport fin da giovanissima, praticando diverse discipline tra le quali, tennis, nuoto, hockey, pallacanestro, pallavolo e ginnastica artistica, decidendo infine di continuare con il calcio.
All'età di 10 anni si tesserò per la prima volta con una squadra di calcio, all'Estadio Italiano, dove giocò principalmente nel ruolo di attaccante. Successivamente partecipò ai campionati scolastici, indossando le maglie prima del Colegio Alemán de Santiago e poi Club Deportivo Santiago Oriente, sotto la direzione tecnica rispettivamente di Manuel Moncada e Bernardita Sotomayor.

### Club
Dopo aver giocato un torneo scolastico organizzato dall'Asociación Nacional de Fútbol Profesional (ANFP), l'associazione cilena di calcio professionistico, Endler si mise in luce attirando l'attenzione della federazione calcistica del Cile (Federación de Fútbol de Chile - FFCh). Vedendola all'opera l'ex portiere della nazionale cilena Marco Cornez le suggerì di cambiare ruolo anche in ragione della sua già notevole altezza.
Di seguito Endler si trasferisce al Unión La Calera, per competere in Primera División dal 2008, nella prima edizione del neofondato campionato cileno femminile di calcio. Alla sua prima stagione condivide con le compagne il raggiungimento del quinto posto in campionato, e nel 2009 del sesto, e in entrambi venne premiata come miglior giocatrice di calcio femminile in Cile.
Nel 2010 trova un accordo con le campionesse dell'Everton de Viña del Mar per giocare in Primera División la stagione entrante. La squadra, pur avendo ottenuto il primo posto nella prima e nella seconda fase regolare del campionato, nel quadrangolare che assegna il titolo si ferma al secondo posto, a 3 punti dal Colo-Colo che si laurea campione del Cile per la prima volta, strappando comunque alle neocampionesse la Coppa del Cile vincendo per 2-1 la finale del 19 dicembre 2010.
L'anno successivo si trasferisce al Colo-Colo, società con cui rimane inizialmente per due stagioni, per tornarvi, in prestito nel 2012 e nelle stagioni 2015 e 2016. Alla sua prima stagione con la maglia bianconera della società di Santiago del Cile ottiene il primo posto in Primera División e il secondo in Coppa Libertadores, battuta in finale per 1-0 dalle brasiliane del São José, mentre nel successivo ottiene entrambi i titoli, quello nazionale e la Coppa Libertadores 2012, ottenuta ai tiri di rigore sulle avversarie del Foz Cataratas.
Nel giugno 2021, dopo quattro stagioni consecutive al Paris Saint-Germain, Endler si è trasferita all'Olympique Lione.

## Palmarès

### Club

#### Competizioni nazionali
- Coppa di Francia: 2

Paris Saint-Germain: 2017-2018
Olympique Lione: 2022-2023
- Campionato francese: 5

Paris Saint-Germain: 2020-2021
Olympique Lione: 2021-2022, 2022-2023, 2023-2024, 2024-2025
- Supercoppa francese: 2

Olympique Lione: 2022, 2023

#### Competizioni internazionali
- Coppa Libertadores: 1

Colo-Colo: 2012
- UEFA Women's Champions League: 1

Olympique Lione: 2021-2022

### Individuale
- The Best FIFA Women's Goalkeeper: 1

2021